# أنتون ديمتشينكو
أنتون ديمتشينكو (بالروسية: Антон Александрович Демченко)‏ Anton Demchenko (ولد في 20 أغسطس 1987) لاعب شطرنج روسي يحمل لقب أستاذ كبير.

## إنجازات
- لعب في كأس العالم للشطرنج عام 2017.
- فاز بدورة بوسنا الدولية في سراييفو عام 2017.
- فاز بدورة تست إم دي إي المفتوحة للشطرنج في دريسدن عام 2016.

## روابط خارجية
- أنتون ديمتشينكو على موقع الاتحاد الدولي للشطرنج (الإنجليزية)
- أنتون ديمتشينكو على موقع مباريات الشطرنج (الإنجليزية)
- أنتون ديمتشينكو على موقع 365Chess.com (الإنجليزية)
- أنتون ديمتشينكو على موقع Chesstempo.com (الإنجليزية)